# Polypedates mutus
Polypedates mutus es una especie de anfibios que habita en China, Birmania, Vietnam y, posiblemente, también en Laos y Tailandia. 
Esta especie se encuentra en peligro de extinción por la pérdida de su hábitat natural.